# Francis Bacon (philosophe)
Pour les articles homonymes, voir Francis Bacon et Bacon.
Ne doit pas être confondu avec Roger Bacon ou Francis Bacon (peintre).
Francis Bacon (Verulamus ou Verulamius en latin), né le 22 janvier 1561 à Londres et mort à Highgate en 1626, baron de Verulam, vicomte de St Albans, Chancelier d'Angleterre, est un scientifique, un philosophe et un homme d'État anglais. Francis Bacon développe dans son œuvre le De dignitate et augmentis scientiarum une théorie empiriste de la connaissance et, en 1620, il précise les règles de la méthode expérimentale dans le Novum organum, ce qui fait de lui l’un des pionniers de la pensée scientifique moderne.
Il a défendu la possibilité d'une connaissance scientifique basée uniquement sur un raisonnement inductif et une observation minutieuse des événements de la nature. Plus important encore, il soutenait que la science pouvait être atteinte par l'utilisation d'une approche sceptique et méthodique par laquelle les scientifiques cherchent à éviter de se tromper eux-mêmes. Bien que ses propositions les plus spécifiques concernant une telle méthode, la méthode baconienne, n'aient pas eu une influence durable, l'idée générale de l'importance et de la possibilité d'une méthodologie sceptique fait de Bacon un précurseur de la méthode scientifique. Cette méthode a constitué un nouveau cadre rhétorique et théorique dont les détails pratiques sont encore au cœur des débats sur la science et sur la méthodologie scientifique.
Il fut d'abord membre de la Chambre des communes en Angleterre avant de devenir procureur général, Lord garde des sceaux royaux (en) et finalement chancelier à l'âge de 57 ans.
Un de ses apophtegmes les plus célèbres demeure « Calomniez ! Calomniez !.. Il en restera toujours quelque chose... », dans son Essai sur l'athéisme (1597).

## Biographie

### Jeunesse et études
Bacon naquit le 22 janvier 1561, à York House (en), dans le Strand où son père, sir Nicholas Bacon (1509 - 1579) possédait une résidence. Ce dernier fut Lord Keeper (Lord Garde du Grand Sceau) pendant vingt ans. La mère de Bacon, Anne Cooke, était la seconde femme de Nicholas Bacon.
Bacon fut envoyé, à l'âge de douze ans (avril 1573) au Trinity College de l'université de Cambridge, avec son frère Anthony Bacon (1558-1601). Il se fit remarquer dès son enfance par la précocité de son génie, et conçut de bonne heure le dessein de réformer les sciences ; mais il fut longtemps détourné de ce projet par le soin de sa fortune. Dans sa jeunesse, il accompagna l'ambassadeur d'Angleterre Amias Paulet (en) en France à la cour de Henri III. Rappelé dans son pays par la mort de son père, il se fit recevoir avocat, et se livra avec succès à l'étude de la jurisprudence. Préférant néanmoins la carrière des affaires publiques, il s'attacha au comte d'Essex, et devint membre de la Chambre des communes (1592). Quoiqu'il eût consenti, pour se concilier la faveur de la reine Élisabeth, à justifier la condamnation du malheureux Essex, son protecteur, il ne reçut d'elle que le titre honorifique de Conseil de la Reine.
Il étudia aussi un temps à l'université de Poitiers, en 1577-78, à l'âge de 16 ans.

### Avocat-conseil du Roi (1607-1618)
Après la mort d'Élisabeth, Jacques Ier, qui aimait les savants, éleva rapidement Bacon aux honneurs ; il le nomma successivement solliciteur général (1607), puis attorney général (1615), membre du conseil privé (1616), garde des Sceaux (1617) et enfin grand chancelier (1618) ; il le fit en outre Baron de Verulam et vicomte de Saint-Alban. C'est dans cette charge qu'il jugea Walter Raleigh (il fut le premier à lui annoncer sa condamnation à mort), puis Thomas Howard (1619).
Bacon seconda puissamment les efforts du roi pour unir les royaumes d'Angleterre et d'Écosse et fit d'utiles réformes. Mais il avait à peine exercé pendant deux ans les fonctions de grand chancelier qu'il fut accusé par les Communes de s'être laissé corrompre, en acceptant de l'argent pour des concessions de places et de privilèges. La raison de sa chute politique est une accusation de corruption envers la cour de chancellerie en 1621.

### Procès et condamnation (1621)
Bacon fut en conséquence condamné par la Chambre des lords en 1621 à être emprisonné dans la tour de Londres et à payer une amende de 400 000 livres sterling ; il fut en outre privé de toutes ses dignités et exclu des fonctions publiques. Il admit sa faute, reçut une amende et ne remit plus jamais les pieds au Parlement. Par cette sentence sévère, le Parlement ne voulut pas tant frapper Bacon, dont le crime était loin d'être aussi grand qu'on l'a fait croire, qu'atteindre le favori de Jacques, George Villiers de Buckingham, dont le faible chancelier était la créature et dont il avait trop facilement toléré les malversations. Par contre, il se pourrait qu'il ait été victime des coups politiques dans le milieu de la cour anglaise. Au bout de quelques jours, le roi lui rendit la liberté et lui fit remise de l'amende.

### Dernières années (1621-1626)
Quelques années après, le roi le releva de toutes les incapacités prononcées contre lui (1624). Cependant, Bacon resta depuis sa disgrâce éloigné des affaires, et il consacra les dernières années de sa vie à ses travaux philosophiques. Il mourut le 9 avril 1626, à la suite d'expériences de physique qu'il avait faites avec trop d'ardeur. Sur le point de mourir, il écrivit à Lord Arundel :

« Milord, il était dans ma destinée de finir comme Pline l'Ancien, qui mourut pour s’être trop approché du Vésuve, afin d’en mieux observer l’éruption. Je m’occupais avec ardeur d’une ou deux expériences sur l’endurcissement et la conservation des corps, et tout me réussissait à souhait, quand, chemin faisant il me prit, entre Londres et Highgate, un si grand vomissement, que je ne sais si je dois l’attribuer à la pierre, à une indigestion, au froid ou à tous les trois ensemble. »

Des thèses controversées soutenues en premier par Elizabeth Wells Gallup (en) puis par le général François Cartier (1862-1953) dans Un Problème de cryptographie et d'histoire ou par Pierre Henrion dans plusieurs publications dont Shakespeare: Supreme Masterpiece and Proof Definitive, cherchent à démontrer que Francis Bacon et Shakespeare ne font qu'un. Ces thèses ne seront pas retenues par les historiens. Leurs principaux contradicteurs sont William Friedman et son épouse Elizabeth, dans The Shakespearean Ciphers Examined.
Francis Bacon est mort d'une pneumonie, le 9 avril 1626 à Highgate, après avoir contracté une infection pulmonaire lors d'une de ses tentatives de prolonger la durée de vie d'un poulet en le congelant dans de la neige.

## Œuvre

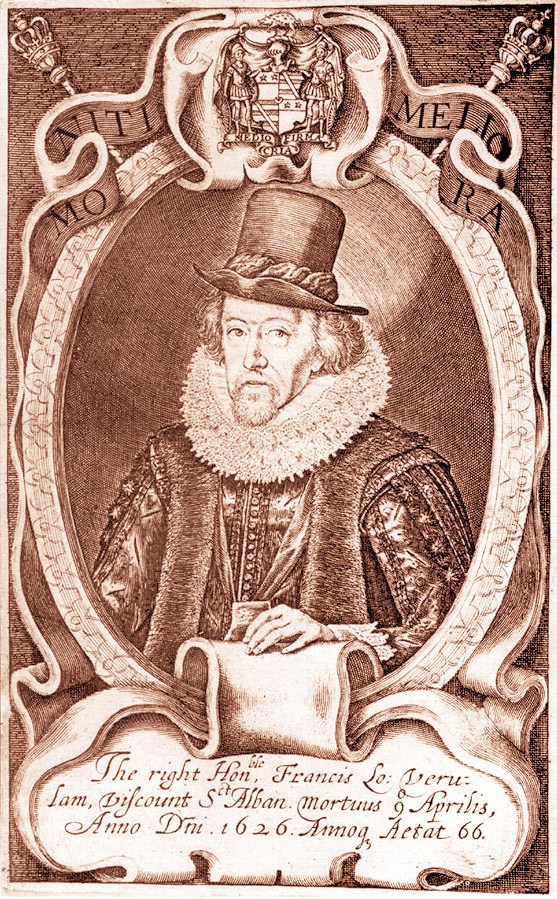
Lord Bacon.

En plus d'avoir fait carrière en droit et en politique, Francis Bacon a contribué à la science, à la philosophie, à l'histoire et à la littérature. Adversaire de la scolastique, il est le père de l'empirisme. Sa réflexion sur les erreurs des savants le conduit à formuler la célèbre doctrine des idoles de l'esprit (Idoles du Théâtre, Idoles de la Tribu, Idoles de la Caverne et Idoles du Forum). Il écrit dans Novum Organum que la difficulté que rencontre l'esprit humain dans son effort pour connaître la nature, c'est qu'il tend à projeter sur elle ses propres constructions (qu'il appelle des « anticipations »). D'après Bacon, donc, l'erreur scientifique vient de ce que l'esprit humain tend spontanément à déformer la réalité, au lieu de la refléter fidèlement. 
Au xixe siècle, une « thèse baconnienne » a été introduite, affirmant que Bacon aurait été l'auteur des pièces de théâtre de Shakespeare. Cependant, cette théorie reste contestée.

### Science et méthode
Francis Bacon est le père de l'empirisme sous sa forme moderne. Kant lui dédia à ce titre sa Critique de la raison pure. Il pose le premier les fondements de la science moderne et de ses méthodes,,, qu'il conçoit comme entreprise collective — ce qui le distinguera de la recherche solitaire[réf. nécessaire] prônée en grande partie par Descartes dans le Discours de la méthode — fondée sur l'observation des faits naturels, des arts et techniques et la recherche des causes naturelles.
Il projeta d'écrire un ouvrage intitulé Instauratio magna, qui devait comprendre six parties :
- De Augmentis Scientiarum (la revue des sciences)
- Novum Organum (la méthode nouvelle)
- Historia Naturalis (le recueil des faits et des observations)
- Scala Intellectus (l'art d'appliquer la méthode aux faits recueillis)
- Anticipationes Philosophiæ Secunda (les résultats provisoires de la méthode)
- Philosophia Secunda aut Scientia Activæ (les résultats définitifs ou philosophie seconde)

De ces six parties, deux seulement ont été exécutées (De dignitate et augmentis scientiarum et le Novum Organum, qu'on peut traduire par « Nouvel instrument » ou « nouvelle logique », son ouvrage le plus célèbre). Il ne reste sur les autres parties que des ébauches incomplètes. Bacon est considéré comme le père de la philosophie expérimentale : l'idée fondamentale de tous ses travaux est de faire, comme il le dit, une restauration des sciences, et de substituer aux vaines hypothèses et aux subtiles argumentations qui étaient alors en usage dans la scolastique, l'observation et les expériences qui font connaître les faits, puis une induction légitime, qui découvre les lois de la nature et les causes des phénomènes, en se fondant sur le plus grand nombre possible de comparaisons et d'exclusions.
Le De dignitate et augmentis scientiarum (« De la dignité et de l'accroissement des savoirs ») établit une classification des sciences de son époque et signale leurs lacunes, et le Novum Organum expose une méthode pour guider l’esprit et avancer dans les sciences et dans la connaissance.
Dans son étude des faux raisonnements, sa meilleure contribution concerne la doctrine des idoles. Il écrit ainsi dans le Novum Organum, en opposition à Aristote, que la connaissance nous vient sous forme d'objets de la nature, mais que l'on impose nos propres interprétations sur ces objets. D'après Bacon, nos théories scientifiques sont construites en fonction de la façon dont nous voyons les objets ; l'être humain est donc biaisé dans sa déclaration d'hypothèses. Pour Bacon, « la science véritable est la science des causes ». S’opposant à la scolastique réduite à l'interprétation des textes classiques, il soutient l’« interprétation de la nature », où l’observation directe des faits enrichit le savoir. Il cherche ainsi une voie moyenne entre l'accumulation empirique des faits, sans tentative de les mettre en ordre, et le raisonnement théorique ne procédant qu'à partir de principes et de déduction :

« Les empiriques, semblables aux fourmis, ne savent qu’amasser et user ; les rationalistes, semblables aux araignées, font des toiles qu’ils tirent d’eux-mêmes ; le procédé de l’abeille tient le milieu entre ces deux : elle recueille ses matériaux sur les fleurs des jardins et des champs ; mais elle les transforme et les distille par une vertu qui lui est propre : c’est l’image du véritable travail de la philosophie, qui ne se fie pas aux seules forces de l’esprit humain et n’y prend même pas son principal appui. [...] C’est pourquoi il y a tout à espérer d'une alliance intime et sacrée de ces deux facultés expérimentale et rationnelle ; alliance qui ne s'est pas encore rencontrée. »

Bacon, à travers la phrase « Natura non nisi parendo vincitur » (« On ne commande la nature qu’en lui obéissant ») met en évidence l'affinité entre la connaissance théorique et l'opération technique et pratique (Novum Organum, I, 129), ce qui lui vaudra, à tort, d'être accusé d'utilitarisme par certains historiens des sciences. La connaissance est un pouvoir car elle permet d'agir sur l'objet étudié de façon à obtenir ce que l'on veut de lui. Il ajoute que la technique et la science sont complémentaires, car la science permet de concevoir des inventions, comme la connaissance de la lumière permet de fabriquer des microscopes, et qu'elle permet une mise en ordre des faits observés, mais que la technique permet d'explorer les faits, un microscope servant ainsi à de nouvelles découvertes.

On lui doit également plusieurs concepts d’ordre médicinaux et moraux, comme le concept d'euthanasie. Il écrit dans un passage de The Advancement of Learning (en) : « De Euthanasia exteriore. Plus encore, j’estime que c’est la tâche du médecin non seulement de faire retrouver la santé, mais encore d’atténuer les souffrances et les douleurs. Et ce, non pas seulement quand un tel adoucissement est propice à la guérison, mais aussi quand il peut aider à trépasser paisiblement et facilement. »

« Ce ne sont pas des ailes qu'il faut ajouter à l'entendement, précisait-il, mais du plomb. »

— Francis Bacon

#### Critique
Alexandre Koyré porte un jugement très négatif sur sa méthode : 

« “Bacon initiateur de la science moderne” est une plaisanterie, et fort mauvaise, que répètent encore les manuels. En fait, Bacon n'a jamais rien compris à la science. Il est crédule et totalement dénué d’esprit critique. Sa mentalité est plus proche de l’alchimie, de la magie (il croit aux “sympathies”), bref, de celle d’un primitif ou d’un homme de la Renaissance que de celle d’un Galilée, ou même d'un scolastique. »

### Science et politique

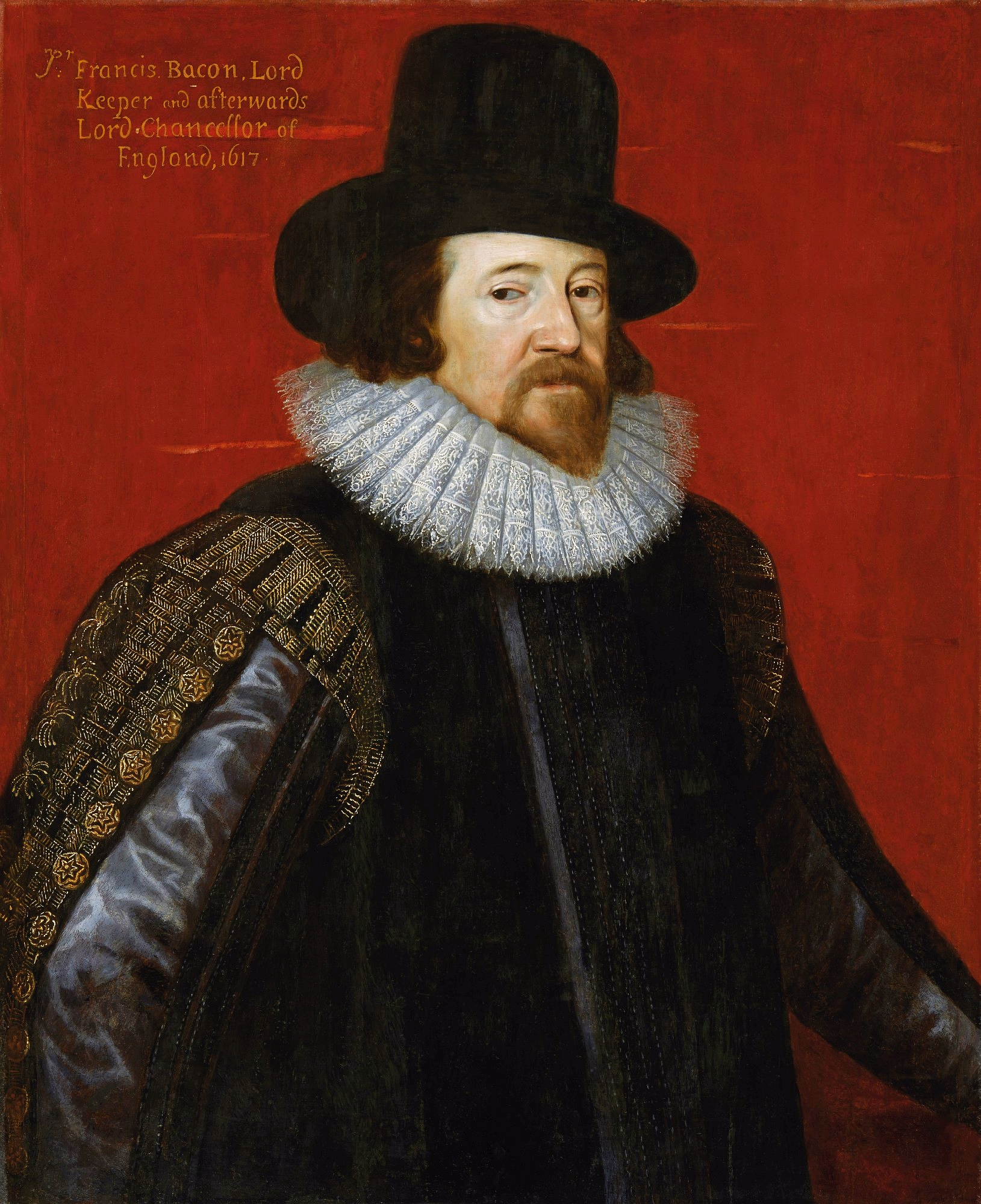
Portrait de Francis Bacon par Paul van Somer (1617), huile sur bois, conservé au palais Łazienki de Varsovie.

L'idée prophétique de Francis Bacon était d'institutionnaliser une forme d'apprentissage expérimental afin de former une classe de scientifiques expérimentaux ayant les moyens de quérir le pouvoir. Cf. La Nouvelle Atlantide.
Il a formulé en 1597, l'équation fameuse, Nam et ipsa scientia potestas est, que l'on peut traduire par « En effet le savoir lui-même est pouvoir », plus connue sous sa forme moderne : « Savoir, c'est pouvoir », formule qui se trouve d'ailleurs déjà chez Abu'l-Qāsem Ferdousi (voir Ferdowsî) (935–1020).

« Le savoir dérivé d’Aristote, s'il est soustrait au libre examen, ne montera pas plus haut que le savoir qu'Aristote avait. »

— Francis Bacon

### Langage
Il est à l'origine d'une méthode de cryptographie : l'alphabet bilitère (à deux lettres).
Il élabora le schéma d'une langue universelle,.

### Organisation de la connaissance
Francis Bacon soutient l'idée qu'une classification des connaissances doit être universelle tout en utilisant la totalité des ressources disponibles. Selon lui, l'humanité serait meilleure si l'accès aux ressources éducatives était offert à tous, d'où la nécessité de l'organiser. Son approche de l'apprentissage a transformé la vision occidentale de la théorie de la connaissance en opérant un transfert de la motivation de l'individu à l'intérêt de la société.
C'est ainsi que Bacon organise tous les types de savoirs en trois groupes généraux : histoire, poésie et philosophie. Il le fait en fonction de sa propre compréhension des mécanismes du traitement de l'information que sont respectivement la mémoire, l'imagination et la raison. Son approche méthodique de la catégorisation des connaissances va de pair avec les principes de sa méthode scientifique. Les écrits de Bacon ont été le point de départ du système de classification de William Torrey Harris (en) pour les bibliothèques des États-Unis dans la seconde moitié des années 1800.

### Autres opuscules
Il a aussi laissé quelques opuscules philosophiques, qui ont été publiés en 1653 par Isidor Gruter à Amsterdam, sous le titre de Scripta in naturali et universali philosophia, 1 vol. in-18 ; des Discours, qu'il avait prononcés, soit comme solliciteur et procureur général, soit comme membre du parlement, et enfin un grand nombre de Lettres qui éclairent sa vie et son caractère.
Et encore De la Sagesse des Anciens :

« Dans un style d’une grande élégance et concision Bacon expose trente-et-une fables des « anciens poètes » ; à la narration de chacune faisant suite une interprétation extrêmement dense, qui met en jeu l'une ou plusieurs des grandes orientations de la pensée baconienne : philosophie de la nature, théorie de la science, morale, pensée politique. »

— J. P. Cavaillé, introduction de La Sagesse des anciens.

## Vie privée
À l'âge de 45 ans, Francis Bacon a contracté un mariage avec Alice Barnham (en).
La nature de la sexualité de Francis Bacon, dont il est notoire qu'il a accueilli dans le lit conjugal certains de ses serviteurs de sexe masculin,, fait depuis longtemps l'objet de discussions.
À la date du 3 mai 1621, Simon d’Ewes (en), un opposant résolu, fait dans son journal intime le récit circonstancié des pratiques homosexuelles supposées de son adversaire, à un moment où celui-ci connaît d'importantes difficultés politiques : « Il n'abandonna pas la pratique de cet épouvantable péché secret de sodomie, conservant à ses côtés ce Godrick, jeunot au visage efféminé, comme catamite et compagnon de lit, alors qu'il avait remercié presque tous ses autres domestiques ; ce qu'il convient d'admirer, car l'homme, après sa chute, se met généralement à discourir sur ce crime contre nature, bien qu'il l'ait pratiqué de nombreuses années, desservant le lit de sa dame, qu'il estimait, comme les Turcs et les Italiens, être un plaisir petit et infime comparé à l’autre. »
Quelques décennies après d'Ewes, John Aubrey (1626-1697), auteur de nombreuses biographies, décrit Bacon comme un « pédéraste », mentionnant ses « Ganymèdes » et ses « favoris ».
Certains auteurs considèrent que ces éléments ne donnent pas lieu à considérer que Bacon ait été homosexuel ou bisexuel.

## Œuvres de Bacon
- 1597 : Meditationes Sacræ. Ouvrage théologique.
- 1597 : Essais de morale et de politique (en). (traduction latine, sous le titre de Sermones fideles, 1633).
- 1597 : Essai sur l'athéisme.
- 1603 : Valerius Terminus of the Interpretation of Nature.
- 1603 : De Interpretatione Naturæ Proœmium.
- 1603 : Temporis Partus Masculus (à nouveau en 1608).
- 1604 : Cogitationes de Scientia Humana.
- 1605 : Of the Proficience and Advancement of Learning Divine and Human (livres I et II) (Du progrès et de la promotion des savoirs, Gallimard, 1991,  (ISBN 2-07-072141-8)). Traduction latine en 1623, sous le titre De dignitate et augmentis scientiarum libri IX.
- 1606-1607 : Partis Instaurationis Secundæ Delinætio et Argumentum.
- 1607 : Cogitata et Visa de Interpretatione Naturæ.
- 1608 : De Interpretatione Naturæ Sententiæ XII.
- 1608 : Aphorismi et Consilia de Auxiliis Mentis et Accessione Luminis.
- 1608-1609 : Redargutio Philosophiarum.
- 1609 : De sapientia veterum.
- 1620 : Instauratio Magna Scientiarum (traduction française du titre en Grande Restauration). Ouvrage encyclopédique rédigé en latin. Sur les six parties initialement prévues, nous ne possédons que des ébauches de la première et de la troisième, tandis que les trois dernières ne furent jamais rédigées. La seconde partie du traité, en revanche, est la seule à avoir été achevée. Il s'agit du célèbre Novum Organum (PUF, 1986), un texte dévolu à l'exposé de la méthode inductive, visant à dépasser la logique aristotélicienne. Bacon, Sylva sylvarum.

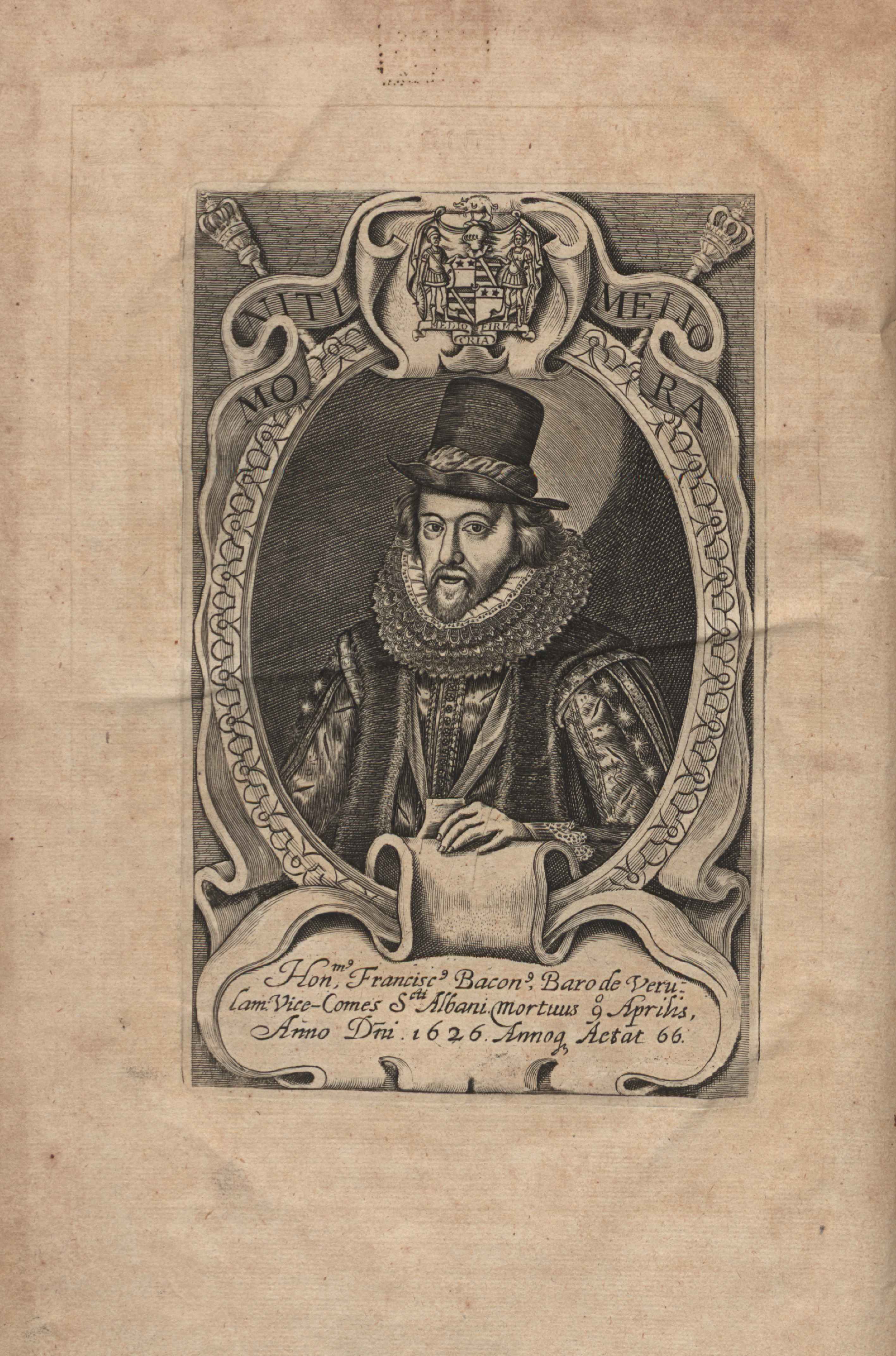
Bacon, Sylva sylvarum.

- 1622 : Exemplum Tractatus de Justitia Universali, sive de Fontibus Juris.
- 1622 : Historia ventorum.
- 1622 : Histoire de Henri VII (en anglais ; 1627 en latin).
- 1622 : New Atlantis ou Atlantis nova. Ingénieuse utopie philosophique.
- 1623 : Historia vitae et mortis. En ligne.
- 1627 : Sylva Sylvarum, en anglais, posthume.
- 1636 : Historia vitae et mortis, nouvelle édition. En ligne.
- 1658 : Historia densi et rari.
- 1843 : Œuvres de Francis Bacon en deux tomes, traduits en français et présentés par M. F. Riaux. Tome I, De la dignité et de l'accroissement des sciences. Tome 2, Nouvel organum. Essais de Morale et de Politique. De la sagesse des Anciens. Paris, Charpentier.
- 1945 : Essais, Bruxelles, Éditions La Boétie.
- 1995 : La Nouvelle Atlantide, Paris, Flammarion,  (ISBN 2-08-070770-1).
- 2002 : Sur le prolongement de la vie et les moyens de mourir, Paris, Rivages.
- 2008 : Œuvres complètes, Paris, L'Harmattan.
- 2010 : Récusations des doctrines philosophiques et autres opuscules, Paris, Hermann.